# Ruellia jimulcensis
Ruellia jimulcensis là một loài thực vật có hoa trong họ Ô rô. Loài này được Villarreal miêu tả khoa học đầu tiên năm 1998.